# Nestor Miserez
Nestor Léon Ghislain Miserez (Forchies-la-Marche, 8 juni 1902 - Charleroi, 18 augustus 1968) was een Belgisch senator, journalist en dichter.

## Levensloop
Miserez werd de hoofdredacteur van Nouvelle Gazette de Charleroi. Hij was ook de stichter in 1927 van Cahiers du Nord, een imprint voor literair werk.
In 1965 werd hij verkozen tot liberaal senator voor het arrondissement Charleroi en hij vervulde dit mandaat tot aan zijn dood, drie jaar later.

## Publicaties
- Les reposoirs du Calvaire, gedichten, Charleroi, 1926.
- Climat perdu, Charleroi, 1938.
- Poètes de ce temps: Odilon-Jean Périer, Edmond Vandercammen, Hubert Dubois, Charleroi, 1940.
- Poème de la rose et de la nuit, Charleroi, 1948.
- Choeurs pour d'anciens ténèbres, z.d.